# Weekend per due (con delitto)
Weekend per due (con delitto) è un film italiano del 2022, diretto da Brando Improta.

## Trama
Caterina è una ragazza smemorata, che risvegliatasi in un paese dell'Umbria, si ritrova con in mano un invito a passare un weekend nel casale dell'avvocato Domenico Guarino e un libro del giallista Tommaso Carta. Si presenta a casa del romanziere, al quale chiede aiuto in cambio di poter utilizzare la sua storia. Lui, in crisi di idee, accetta. Così i due si presentano a casa di Guarino, dove lei viene riconosciuta come sua nipote e dove uno stuolo di parenti avidi è in attesa della sua morte per ereditarne i possedimenti.

## Produzione
Il film è stato realizzato dalla casa di produzione indipendente Volumineide e girato nel dicembre del 2021 nel paese di Macerino. Il film è un giallo particolare, nell'incipit del film infatti una narratrice invita gli spettatori a seguire gli indizi per poter indovinare la soluzione dell'enigma prima dei protagonisti. 
Il film è stato presentato in anteprima al Terra di Siena Film Festival dove ha vinto il premio come miglior opera prima. La distribuzione nazionale è avvenuta su Amazon Prime Video nel dicembre 2022. All'estero è uscito con il titolo di "A couple, a weekend and a murder".

## Premi
- Miglior opera prima 2022 Terra Di Siena Film Festival[6]
- Miglior sceneggiatura Tuscany Web Fest 2022[7]
- Miglior attrice protagonista Tuscany Web Fest 2022[7]
- Miglior sceneggiatura Apulia Web Fest 2022[8]
- Sezione Panorama Villammare Film Festival 2022[9]